# Disney Aulani Resort
Disney Aulani Resort ou officiellement Aulani, a Disney Resort & Spa est un hôtel de la Walt Disney Company situé la zone de Ko Olina Resort & Marina au sud-ouest de l'île d'Oahu à Hawaï.

## Historique
Le 3 octobre 2007, Disney annonce son acquisition d'un terrain de 21 acres (84 984 m2) sur l'île d'Oahu au sein du complexe de loisirs Ko Olina Resort & Marina à Hawaï et le projet d'un nouvel établissement de type Disney Vacation Club de 800 chambres qui doit ouvrir en 2011.
Le 16 octobre 2008, Disney présente les concept art du projet. La construction du site a débuté le 18 novembre 2008 et prévoit 350 chambres traditionnelles, 480 appartements en temps partagé, une piscine, un spa de 18 000 pieds carrés (1 672 m2), un centre de congrès de 8 000 pieds carrés (743 m2) et une aire de jeu couplée à un centre d'accueil des enfants,. 
Le 19 janvier 2010, Disney révèle le nom du complexe Aulani, a Disney Resort & Spa, Ko Olina, Hawai'i ainsi que le site web associé www.DisneyAulani.com. 
Le 28 janvier 2011, un incendie se déclare au douzième étage de la tour Est de l'hôtel encore en chantier et provoque 20 000 $ de dégâts, pour moitié en matériels et l'autre en structure. Le 5 mai 2011, avec le gros œuvre achevé le 1er avril 2011, la date d'ouverture de l'hôtel Aulani, a Disney Resort & Spa est annoncée pour le 29 août 2011.
Le 26 juillet 2012, Disney annonce un projet d'amélioration des services de restauration et de loisirs du Disney Aulani Resort pour répondre à la demande. Ce projet comprenant une troisième piscine découle d'une constatation que les visiteurs restent dans l'hôtel au lieu de visiter l'île.
Le 20 avril 2018, Disney crée une nouvelle entité nommée Disney Signature Experiences, indépendante de Walt Disney Parks and Resorts dirigée par Jeff Vahle qui regroupe Disney Cruise Line, Disney Vacation Club, Adventures by Disney et Disney Aulani Resort,.